# Microempresa
Se clasifica como microempresa a aquella unidad económica que tiene menos de diez trabajadores. Se introduce un límite de dos millones de euros para el volumen de negocios y el balance general.
- De servicios: satisface necesidades aplicando conocimientos, como una peluquería o una mecánica.
- De comercio: compra y venta de productos, como un puesto de frutas.

## Historia del concepto de microempresa
Los conceptos de microempresa y microfinanzas fueron pioneros en 1976 por el premio Nobel Muhammad Yunus, fundador del Banco Grameen (Bank of the Rural) en Bangladesh. El banco se estableció con el propósito de otorgar pequeños préstamos a los pobres, principalmente mujeres, para ayudarles a lograr la autosuficiencia económica. El principio fundamental detrás del Banco Grameen es que el crédito es un derecho humano. Esta estrategia fue altamente efectiva, ya que el banco creció exponencialmente: de menos de 15,000 prestatarios en 1980, el banco tenía 2,34 millones de miembros para 1998, 7,67 millones al final de 2008, el 97% de los cuales mujeres, y 9.4 millones hoy en día.

## Incentivos a la creación de microempresas
Un aspecto  a valorar a la hora de crear o gestionar una microempresa es que existen sistemas de financiación creados especialmente para este tipo de empresas, tanto por banco de crédito (con condiciones especiales) como por parte del Gobierno (Subvenciones), de las que la microempresa se puede beneficiar en mayor medida si los propietarios entran dentro del perfil de joven emprendedor (en general menor de 36 años). 
En muchos países existe una posibilidad económica llamada capital riesgo que sirve para financiar, a menudo con grandes recursos, empresas que empiezan a funcionar o que disponen, incluso a nivel teórico, de ideas o tecnologías con un futuro prometedor y donde se esperan que grandes beneficios reviertan a medio plazo en los inversores de la sociedad de capital riesgo, además de a las personas que forman la empresa. Normalmente se debe ceder un número significativo de acciones de la empresa, sin llegar a perder el control de la misma, a cambio de este sistema de financiación. Muchas empresas punto com han crecido y prosperado con este procedimiento.
Existen también instituciones dedicadas al apoyo de los emprendedores de escasos recursos. El ejemplo más famoso es el Banco de los pobres de Bangladés. En México, JEMAC, apoya con asesoría y financiamiento a jóvenes emprendedores. En Puerta FEPP y CESA dedican parte de sus esfuerzos a fomentar la creación y consolidación de microempresas rurales, familiares y grupales.
Existen varias microempresas y se necesita de muchas cosas para la preparación de la empresa.
El problema del desarrollo en Latinoamérica se encuentra fuertemente vinculado con los niveles de empleo informal. Entender la naturaleza de la informalidad es crucial para promover el desarrollo, dada sus implicaciones sobre factores como la productividad o la acumulación de habilidades. Por ello, se ha desarrollado un proyecto que explora el papel de los costos pecuniarios de solicitar una matrícula de comercio, las percepciones en cuanto a los beneficios potenciales de la formalidad, las sanciones por operar sin los instrumentos legales existentes, y la información sobre las instituciones jurídicas existentes para formalizarse.
Un estudio experimental que contó con una muestra de 1.046 microempresarios de Bolivia, no inscritos en FUNDAEMPRESA para 2012, concluyó que ofrecer información sobre potenciales beneficios de formalizarse, régimen tributario, sanciones e instituciones a las cuales acudir, incide positivamente en la tenencia de instrumentos de formalización. Asimismo, un descuento del 50% sobre el costo de adquirir la matrícula no incrementa de manera significativa la obtención del instrumento. Por último, los impuestos dependientes del tamaño de las empresas podrían distorsionar algunas decisiones de aquellos establecimientos cuyos niveles de capital o ventas, por ejemplo, se encuentren alrededor de los umbrales definidos por las políticas.